# Virus coincident
Un virus coincident és un virus que es troba freqüentment en mostres de teixit malalt, com ara tumors, però que no és un factor que contribueixi a causar la malaltia.

## Demostració experimental de l'estat de coincident
Demostrar que un virus no té cap paper causant pot ser difícil. Tot i que cap dels signes següents és definitiu, l'evidència que un virus trobat al teixit malalt podria ser només un virus coincident en lloc d'un agent causal inclou:
- La injecció del virus en animals sans no causa la malaltia;
- No es troba el virus en les primeres etapes de la malaltia;
- L'eliminació de la infecció vírica mitjançant antivírics o vacunació no te cap efecte sobre el curs de la malaltia.

## Exemples
Un exemple ben establert és el virus de la lactat deshidrogenasa, que sovint es troba en tumors de ratolí. El virus de l'hepatitis G i el virus Chandipura són exemples possibles en humans. També s'ha suggerit que un virus relacionat amb l'Alcelaphine herpesvirus 1 és un virus coincident que, a diferència del mateix AHV1, no provoca la febre catarral maligna bovina. La desacreditada hipòtesi de Duesberg postula que el VIH és un virus coincident en l'etiologia de la sida.